# Comté de Croydon
Pour les articles homonymes, voir Croydon (homonymie).
Le comté de Croydon est une zone d'administration locale dans le nord du Queensland en Australie.
Le comté comprend la seule ville de Croydon.